# Temporada da Sociedade Esportiva Palmeiras de 2015
O Palmeiras em 2015 participou de três competições inicialmente: Campeonato Paulista, Brasileiro Serie A e Copa do Brasil.

## Competições

### Resumo das Participações
| Torneio        | Pos\Fas | Pts | J  | V  | E | D  | GP | GC | SG | %  |
| Paulista       | 2º      | 38  | 19 | 12 | 2 | 5  | 28 | 14 | 14 | 70 |
| Copa do Brasil | 1º      | 27  | 13 | 8  | 3 | 2  | 25 | 14 | 11 | 69 |
| Brasileiro     | 9º      | 53  | 38 | 15 | 8 | 15 | 60 | 51 | 9  | 46 |

### Paulista
Os grupos do paulista foram sorteados no dia 3 de novembro de 2014 e o palmeiras caiu no Grupo C, ja no dia 1 de dezembro foi sorteado os jogos do campeonato

O verdão teve um início oscilante, pois após vencer o Audax "em casa" (o mando da equipe de Osasco foi no Allianz Parque com maioria palmeirense) perdeu dois jogos como mandante contra Corinthians e Ponte Preta.

Em seguida a equipe emendou uma sequência de 5 vitórias, se consolidando na primeira colocação do grupo até o fim da primeira fase, que ainda contou com 4 vitórias, 1 empate e 2 derrotas.

Na fase mata-mata o alviverde estreou em seus domínios contra o Botafogo de Ribeirão Preto, segundo colocado do mesmo grupo, vencendo por 1 a 0. Na semi-final, a equipe voltou a encontrar o Corinthians e no campo do adversário o alviverde venceu o Derby em um jogo eletrizante onde o Palmeiras saiu na frente, tomou a virada, buscou o empate e venceu nos pênaltis após 14 cobranças com um 6x5.

Na final, outro alvinegro, o Santos. Em ambos os jogos, superioridade do mandante por um gol: Palmeiras 1x0 Santos no Allianz e Santos 2x1 Palmeiras na Vila Belmiro, levando a mais uma disputa por pênaltis, mas dessa vez com derrota por 4x2 e deixando o time com o vice campeonato.

#### Primeira Fase

##### Grupo C
|  | v d e |

| Pos. | Equipes     | P  | J  | V  | E | D  | GP | GC | SG  |
| ---- | ----------- | -- | -- | -- | - | -- | -- | -- | --- |
| 1    | Palmeiras   | 31 | 15 | 10 | 1 | 4  | 23 | 10 | 13  |
| 2    | Botafogo-SP | 22 | 15 | 6  | 4 | 5  | 16 | 14 | 2   |
| 3    | Linense     | 16 | 15 | 4  | 3 | 8  | 13 | 25 | -12 |
| 4    | Portuguesa  | 13 | 15 | 2  | 7 | 6  | 13 | 22 | -9  |
| 5    | Marília     | 2  | 15 | 0  | 2 | 13 | 6  | 35 | -29 |

##### Desempenho por rodada
Palmeiras em cada rodada:
| Rodadas   | 1  | 2  | 3  | 4  | 5  | 6  | 7  | 8  | 9  | 10 | 11 | 12 | 13 | 14 | 15 |
| Local     | F  | C  | C  | C  | F  | F  | C  | C  | F  | C  | F  | C  | F  | C  | F  |
| Resultado | V  | D  | D  | V  | V  | V  | V  | V  | D  | V  | V  | V  | D  | V  | E  |
| Colocação | 1º | 3º | 3º | 1º | 1º | 1º | 1º | 1º | 1º | 1º | 1º | 1º | 1º | 1º | 1º |

##### Jogos
| 31 de Janeiro 1 | Audax                                    | 1 - 3  | Palmeiras                                           | São Paulo                               |  |
| 17:00           | Matheusinho 76' · Rafinha Longuine 90+3' | Report | 6' Leandro Pereira · 13' Robinho · 35' Maikon Leite | Estádio: Allianz Parque Público: 24,894 |  |

| 5 de Fevereiro 2 | Palmeiras                   | 0 - 1  | Ponte Preta                                                               | São Paulo                               |  |
| 19:30            | Fernando Tobio 27' Dudu 76' | Report | 41' Bruno Silva · 60' Wanderson · 74' Rodrigo Biro · 83' Rildo · 85' Roni | Estádio: Allianz Parque Público: 24,695 |  |

| 8 de Fevereiro 3 | Palmeiras                                       | 0 - 1  | Corinthians                                       | São Paulo                               |  |
| 17:00            | Robinho 29' Alan Patrick 62' Fernando Prass 79' | Report | 25' Bruno Henrique · 32' Danilo · 52', 56' Cássio | Estádio: Allianz Parque Público: 28,869 |  |

| 11 de Fevereiro 4 | Palmeiras                                                                              | 3 - 0 | Rio Claro | São Paulo                               |  |
| 20:30             | Cristaldo 34' · Jailson 45+1' · Zé Roberto 64' · Alan Patrick 74' · Rafael Marques 82' |       | 42' Guaru | Estádio: Allianz Parque Público: 17,528 |  |

| 14 de Fevereiro 5 | São Bento                            | 0 - 1  | Palmeiras                 | Sorocaba                               |  |
| 19:30             | Alex Reinaldo 34' Renan Teixeira 63' | Report | 61' Vitor Hugo · 69' Dudu | Estádio: Walter Ribeiro Público: 7,809 |  |

| 22 de Fevereiro 6 | Penapolense | 0 - 2  | Palmeiras                                                                                       | Penápolis                                |  |
| 18:30             | Jaílton 82' | Report | 45', 78' Cristaldo · 55' Agustín Allione · 65' Vitor Hugo · 87' Leandro Pereira · 90+2' Robinho | Estádio: Tenente Carriço Público: 10,066 |  |

| 28 de Fevereiro 7 | Palmeiras                                | 2 - 0  | Capivariano                                        | São Paulo                               |  |
| 18:30             | Robinho 80', 88', 90' · Vitor Hugo 90+2' | Report | 36' Júlio César 53' Francis 60' Oliveira 79' Hélio | Estádio: Allianz Parque Público: 32,134 |  |

| 7 de Março 8 | Palmeiras                            | 1 - 0 | Bragantino              | São Paulo                               |  |
| 18:30        | Rafael Marques 32' · Victor Luis 41' |       | 90+1' Thiago Martinelli | Estádio: Allianz Parque Público: 29,578 |  |

| 11 de Março 9 | Santos                                                                                                   | 2–1    | Palmeiras                                                  | Santos                                |  |
| 22:00         | Geuvânio 22' · Renato 27' · Ricardo Oliveira 31', 61' · Valencia 82' · Lucas Lima 84' · David Braz 90+3' | Report | 7' Vitor Hugo · 30' Arouca · 72' Dudu · 84' Fernando Tobio | Estádio: Vila Belmiro Público: 11,816 |  |

| 15 de Março 10 | Palmeiras                                                  | 1 - 0  | XV de Piracicaba                               | São Paulo                               |  |
| 11:00          | Vitor Hugo 23' · Arouca 68' · Zé Roberto 71' · Gabriel 84' | Report | 40' Diego Silva 54' Clayton 57' Ednei 60' Tony | Estádio: Allianz Parque Público: 26,199 |  |

| 22 de Março 11 | São Bernardo                                          | 0 - 1 | Palmeiras                                           | São Bernardo do Campo     |  |
|                | Marcelo Cañete 27' Luciano Castán 38' Rafael Cruz 79' |       | 38' Cristaldo · 54' Vitor Hugo · 87' Fernando Prass | Estádio: Primeiro de Maio |  |

| 25 de Março 12 | Palmeiras                                                              | 3 - 0 | São Paulo                                   | São Paulo                               |  |
|                | Robinho 3' · Rafael Marques 23', 51' · Zé Roberto 26' · Vitor Hugo 43' |       | 7' Rafael Tolói 34' Ganso 78' Michel Bastos | Estádio: Allianz Parque Público: 25,804 |  |

| 29 de Março 13 | Red Bull Brasil                                                                                 | 2 - 0  | Palmeiras          | Campinas                                 |  |
|                | Lulinha 19' · Samuel 30' · Fabiano Eller 32' · Gustavo Scarpa 65' · Carlinhos 75' · Juninho 77' | Report | 90' Fernando Tobio | Estádio: Moisés Lucarelli Árbitro: 7.355 |  |

| 05 de abril 14 | Palmeiras                                                                                            | 3 - 1 | Mogi Mirim                     | São Paulo                               |  |
|                | Dudu 11', 14', 53' · Lucas 16' · Vitor Hugo 27', 68' · Robinho 37' · Fernando Prass 83' · Arouca 84' |       | 49' Geovane · 88' Wagner Silva | Estádio: Allianz Parque Público: 29,536 |  |

| 08 de Abril 15 | Ituano                                                                                   | 2 - 2 | Palmeiras                                                                                              | Itu                     |  |
|                | Ewerton 37' · Dick 48' · Claudinho 49' · Clayson 61', 68' · Ricardinho 71' · Naylhor 85' |       | 44' Jackson · 44' Renato · 52' Rafael Marques · 63' Victor Luis · 63' Leandro Pereira · 84' João Pedro | Estádio: Novelli Júnior |  |

#### Fase Final
| 12 de Abril Quartas de Final | Palmeiras                                                                 | 1 - 0  | Botafogo-SP                                                           | São Paulo                               |  |
| 11:00                        | Gabriel 53' · Vitor Hugo 70' · Leandro Pereira 71', 75' · Victor Luis 85' | Report | 9' Rodrigo Andrade 60' Gimenez 63' André Rocha 65' Halisson 74' Dênis | Estádio: Allianz Parque Público: 35,437 |  |

| 19 de Abril Semi Final                                   | Corinthians                                        | 2 - 2 (5–6 pen.)                                                | Palmeiras                                                      | São Paulo                  |  |
| 16:00                                                    | Danilo 33' · Fagner 37' · Mendoza 44' · Felipe 68' | [ Report]                                                       | 14' Victor Ramos · 17' Lucas · 72' Arouca · 75' Rafael Marques | Estádio: Arena Corinthians |  |
|                                                          |                                                    | Penalidades                                                     |                                                                |                            |  |
| Fábio Santos Renato Augusto Fagner Ralf Elias Gil Petros |                                                    | Robinho Rafael Marques Victor Ramos Cleiton Xavier Dudu Jackson |                                                                |                            |  |

| 26 de Abril Final Primeiro Jogo | Palmeiras                                                                                  | 1–0 | Santos                           | São Paulo                               |  |
| 26:00                           | Cleiton Xavier 19' · Leandro Pereira 28' · Vitor Hugo 42' · Gabriel 62' · Victor Ramos 89' |     | 56' Paulo Ricardo 75' Lucas Lima | Estádio: Allianz Parque Árbitro: 39.479 |  |

| 3 de Maio Final Segundo Jogo                         | Santos                                                                     | 2–1 (4–2 pen.)                                        | Palmeiras                                                                             | Santos                |  |
| 16:00                                                | Valencia 15' · David Braz 29', 85' · Ricardo Oliveira 43' · Geuvânio 45+2' |                                                       | 3', 45+2' Dudu · 8' Valdivia · 24' Gabriel · 60', 78' Victor Ramos · 64', 90+2' Lucas | Estádio: Vila Belmiro |  |
|                                                      |                                                                            | Penalidades                                           |                                                                                       |                       |  |
| David Braz Gustavo Henrique Victor Ferraz Lucas Lima |                                                                            | Cleiton Xavier Rafael Marques Jackson Leandro Pereira |                                                                                       |                       |  |

### Brasileiro
O Palmeiras foi o último time a garantir a vaga no Brasileirão de 2015, apenas após o fim da ultima rodada se garantindo entre os 20 participantes.
| Pos | Equipe              | Pts | J  | V  | E  | D  | GP | GC | SG  | Classificação ou descenso                  |
| --- | ------------------- | --- | -- | -- | -- | -- | -- | -- | --- | ------------------------------------------ |
| 1   | Corinthians (C)     | 81  | 38 | 24 | 9  | 5  | 71 | 31 | +40 | Segunda fase da Copa Libertadores de 2016  |
| 2   | Atlético Mineiro    | 69  | 38 | 21 | 6  | 11 | 65 | 47 | +18 | Segunda fase da Copa Libertadores de 2016  |
| 3   | Grêmio              | 68  | 38 | 20 | 8  | 10 | 52 | 32 | +20 | Segunda fase da Copa Libertadores de 2016  |
| 4   | São Paulo           | 62  | 38 | 18 | 8  | 12 | 53 | 47 | +6  | Primeira fase da Copa Libertadores de 2016 |
| 5   | Internacional       | 60  | 38 | 17 | 9  | 12 | 39 | 38 | +1  |                                            |
| 6   | Sport               | 59  | 38 | 15 | 14 | 9  | 53 | 38 | +15 |                                            |
| 7   | Santos              | 58  | 38 | 16 | 10 | 12 | 59 | 41 | +18 |                                            |
| 8   | Cruzeiro            | 55  | 38 | 15 | 10 | 13 | 44 | 35 | +9  |                                            |
| 9   | Palmeiras           | 53  | 38 | 15 | 8  | 15 | 60 | 51 | +9  | Segunda fase da Copa Libertadores de 2016  |
| 10  | Atlético Paranaense | 51  | 38 | 14 | 9  | 15 | 43 | 48 | −5  |                                            |
| 11  | Ponte Preta         | 51  | 38 | 13 | 12 | 13 | 41 | 40 | +1  |                                            |
| 12  | Flamengo            | 49  | 38 | 15 | 4  | 19 | 45 | 53 | −8  |                                            |
| 13  | Fluminense          | 47  | 38 | 14 | 5  | 19 | 40 | 49 | −9  |                                            |
| 14  | Chapecoense         | 47  | 38 | 12 | 11 | 15 | 34 | 44 | −10 |                                            |
| 15  | Coritiba            | 44  | 38 | 11 | 11 | 16 | 31 | 42 | −11 |                                            |
| 16  | Figueirense         | 43  | 38 | 11 | 10 | 17 | 36 | 50 | −14 |                                            |
| 17  | Avaí                | 42  | 38 | 11 | 9  | 18 | 38 | 60 | −22 | Rebaixados à Série B de 2016               |
| 18  | Vasco da Gama       | 41  | 38 | 10 | 11 | 17 | 28 | 54 | −26 | Rebaixados à Série B de 2016               |
| 19  | Goiás               | 38  | 38 | 10 | 8  | 20 | 39 | 49 | −10 | Rebaixados à Série B de 2016               |
| 20  | Joinville           | 31  | 38 | 7  | 10 | 21 | 26 | 48 | −22 | Rebaixados à Série B de 2016               |

1. 1 2  Palmeiras tem vaga garantida na Copa Libertadores de 2016 por ser campeão da Copa do Brasil de 2015

#### Desempenho por Rodada
Palmeiras em cada rodada:
| Rodadas   | 1ª | 2ª  | 3ª  | 4ª  | 5ª  | 6ª  | 7ª  | 8ª  | 9ª  | 10ª | 11ª | 12ª | 13ª | 14ª | 15ª | 16ª | 17ª | 18ª | 19ª | 20ª | 21ª | 22ª | 23ª | 24ª | 25ª | 26ª | 27ª | 28ª | 29ª | 30ª | 31ª | 32ª | 33ª | 34ª | 35ª | 36ª | 37ª | 38ª |
| Local     | C  | F   | C   | F   | C   | F   | C   | F   | C   | C   | F   | C   | F   | C   | F   | C   | F   | F   | C   | F   | C   | F   | C   | F   | C   | F   | C   | F   | F   | C   | F   | C   | F   | C   | F   | C   | C   | F   |
| Resultado | E  | E   | D   | V   | E   | D   | V   | D   | V   | V   | V   | V   | E   | V   | V   | D   | D   | D   | V   | D   | V   | D   | E   | D   | V   | V   | V   | E   | D   | D   | V   | D   | D   | D   | E   | E   | D   | V   |
| Colocação | 9º | 13º | 16º | 11º | 12º | 15º | 12º | 14º | 11º | 9º  | 7º  | 6º  | 7º  | 6º  | 3º  | 6º  | 7º  | 8º  | 5º  | 5º  | 4º  | 6º  | 7º  | 8º  | 6º  | 6º  | 4º  | 4º  | 6º  | 6º  | 5º  | 6º  | 9º  | 9º  | 10º | 10º | 11º | 9º  |

#### Jogos

##### Primeiro Turno
| 9 de Maio 1 | Palmeiras                                                         | 2 - 2 | Atlético Mineiro                                                | São Paulo, (SP)                         |  |
| 18:30       | Gabriel 21' · Robinho 53' · Vitor Hugo 81' · Rafael Marques 90+4' |       | 22', 85' Jô · 29', 52' Patric · 74' Josué · 90+4' Pedro Botelho | Estádio: Allianz Parque Público: 28,781 |  |

| 17 de Maio 2 | Joinville                                    | 0 - 0 | Palmeiras           | Joinville, (SC)                                    |  |
| 18:30        | Bruno Aguiar 15' Mario Sérgio 36' Kempes 48' |       | 52' Leandro Pereira | Estádio: Arena Joinville Público: Portões fechados |  |

| 24 de Maio 3 | Palmeiras                                                                                | 0 - 1  | Goiás | São Paulo, (SP)                         |  |
| 11:00        | Valdivia 8' Victor Ramos 16', 90+1' Leandro Pereira 33' Lucas 38' Kelvin 68' Leandro 86' | report | 9' Rafael Forster · 53' Wesley · 63', 77' Bruno Henrique · 76' (g.c.) Victor Ramos · 82' Péricles · 86' Wiliam Kozlowski | Estádio: Allianz Parque Público: 37,337 |  |

| 31 de Maio 4 | Corinthians                                                               | 0 - 2  | Palmeiras                                                                                               | São Paulo, (SP)                            |  |
| 16:00        | Ralf de Souza Teles 38' Renato Augusto 46' Gil 68' Edílson 72' Danilo 73' | Report | 17' Arouca · 24' Rafael Marques · 44' Egídio · 45+1' Zé Roberto · 67' Lucas · 78' Valdivia · 83' Kelvin | Estádio: Arena Corinthians Público: 29,479 |  |

| 4 de Junho 5 | Palmeiras                  | 1 - 1 | Internacional                                                                | São Paulo, (SP)                         |  |
| 21:00        | Vitor Hugo 64' · Lucas 67' |       | 45' Alex 63' Anderson 73' Artur Sergio Batista de Souza 90+2' Alisson Becker | Estádio: Allianz Parque Público: 36,199 |  |

| 7 de Junho 6 | Figueirense                                                                               | 2 - 1 | Palmeiras                             | Florianópolis, (SC)        |  |
| 19:30        | Carlos Alberto 07' · Paulo Roberto 09' · Thiago Santana 61' · Marquinhos 68' · Marcão 87' |       | 10' Gabriel · 25' Kelvin · 59' Egídio | Estádio: Orlando Scarpelli |  |

| 14 de Junho 7 | Palmeiras                            | 2 - 1 | Fluminense | São Paulo, (SP)                         |  |
| 16:00         | Rafael Marques 45+2' · Cristaldo 90' |       | 16', 65' Jean · 33' Antônio Carlos · 56' Pierre · 59' Magno Alves · 77' Marcos Júnior · 79', 88' Gum · 41' Renato · 90+1' Diego Cavalieri | Estádio: Allianz Parque Público: 26,181 |  |

| 20 de Junho 8 | Grêmio                                                             | 1 - 0 | Palmeiras                              | Porto Alegre, (RS)       |  |
| 21:00         | Galhardo 30' · Marcelo Oliveira 43' · Maicon 54', 68' · Walace 87' |       | 16' Gabriel 49' Robinho 62' Alecsandro | Estádio: Arena do Grêmio |  |

| 28 de Junho 9 | Palmeiras                                                                               | 4 - 0 | São Paulo                               | São Paulo, (SP)                         |  |
| 16:00         | Leandro Pereira 31' · Victor Ramos 40' · Lucas 50' · Rafael Marques 58' · Cristaldo 71' |       | Bruno 17' Hudson 39' Rafael Tolói 90+2' | Estádio: Allianz Parque Público: 29,233 |  |

| 1 de Julho 10 | Palmeiras                  | 2 - 0 | Chapecoense                             | São Paulo, (SP)                         |  |
| 21:00         | Egídio 27' · Cristaldo 69' |       | 44' Wagner 63' William Barbio 65' Neném | Estádio: Allianz Parque Público: 32,472 |  |

| 5 de Julho 11 | Ponte Preta                              | 0 - 2 | Palmeiras                                         | Cuiabá, (MT)                            |  |
| 18:30         | Cesinha 37' Vitor Xavier 53' Pablo 90+2' |       | 08', 39', 55' Dudu · 35' Lucas · 51' Victor Ramos | Estádio: Arena Pantanal Público: 11,074 |  |

| 8 de Julho 12 | Palmeiras                                                                     | 3 - 0 | Avaí                                                                       | São Paulo, (SP)                         |  |
| 21:00         | Rafael Marques 7' · Egídio 55' · Victor Ramos 63' · Lucas 64' · Cristaldo 88' |       | 71' Emerson 83' Nino Paraíba 63' Roberto 85' André Lima 87' Renan Oliveira | Estádio: Allianz Parque Público: 37,530 |  |

| 12 de Julho 13 | Sport                                                     | 2 - 2 | Palmeiras                              | São Lourenço da Mata, (PE) |  |
| 18:30          | Matheus Ferraz 21' · Marlone 45+1' · Renê 57' · André 89' |       | 35' Jackson · 43', 58' Leandro Pereira | Estádio: Arena Pernambuco  |  |

| 19 de Julho 14 | Palmeiras                                                             | 1 - 0 | Santos                                            | São Paulo, (SP)                         |  |
| 16:00          | Leandro Pereira 14' · Leandro Almeida 33' · Arouca 45+3' · Egídio 71' |       | 30' Ricardo Oliveira 59' Werley 90+5' Neto Berola | Estádio: Allianz Parque Público: 38,222 |  |

| 26 de Julho 15 | Vasco da Gama                                          | 1 - 4 | Palmeiras                                                    | Rio de Janeiro, (RJ)                  |  |
| 18:30          | Rodrigo 10' · Dagoberto 20' · Riascos 68' · Madson 85' |       | 3', 55' Leandro Pereira · 18' Dudu · 35', 90+1' Victor Ramos | Estádio: São Januário Público: 13,775 |  |

| 2 de Agosto 16 | Palmeiras | 0 - 1 | Atlético Paranaense                             | São Paulo, (SP)         |  |
| 11:00          |           |       | 38' Kadu · 75' Walter · 90+1' Christián Vilches | Estádio: Allianz Parque |  |

| 9 de Agosto 17 | Cruzeiro                                                                                       | 2 - 1 | Palmeiras                                                     | Belo Horizonte, (MG) |  |
| 16:00          | Alisson 4' · Willians 19' · Vinícius Araújo 45' · Manoel 49' · Fabrício 70' · Arrascaeta 87' · |       | 45+2' Victor Ramos · 55' Lucas · 75' Cristaldo · 90+3' Egídio | Estádio: Mineirão    |  |

| 12 de Agosto 18 | Coritiba                                                                  | 2 - 1 | Palmeiras                       | Curitiba, (PR)         |  |
| 19:30           | Henrique Almeida 17', 81' · Guilherme 53' · Rafael Marques 71' · Ivan 87' |       | 15' Egídio · 46' Rafael Marques | Estádio: Couto Pereira |  |

| 16 de Agosto 19 | Palmeiras                                                                                  | 4 - 2 | Flamengo                                 | São Paulo, (SP)                         |  |
| 11:00           | Jackson 5' · Lucas 45' · Samir 58' (g.c.) · Dudu 65' · Alecsandro 70' · Lucas Taylor 90+4' |       | 42' Jonas · 44' Jorge · 50', 56' Ederson | Estádio: Allianz Parque Público: 37,739 |  |

##### Segundo turno
| 23 de Agosto 20 | Atlético Mineiro                     | 2 - 1 | Palmeiras                                                    | Belo Horizonte, (MG)                   |  |
| 18:30           | Lucas Pratto 17', 36' · Jemerson 67' |       | 5' Andrei Girotto · 35' Lucas · 75' Dudu · 90' Gabriel Jesus | Estádio: Independência Público: 17,464 |  |

| 30 de Agosto 21 | Palmeiras                        | 3 - 2 | Joinville                                                                 | São Paulo, (SP)                         |  |
| 16:00           | Gabriel Jesus 1', 67' · Dudu 23' |       | 26', 27' Marcelinho Paraíba · 37' Naldo · 61' Mario Sérgio · 90' Fabrício | Estádio: Allianz Parque Público: 28,907 |  |

| 2 de Setembro 22 | Goiás                                                                    | 1 - 0 | Palmeiras                                        | Goiânia, (GO)          |  |
| 22:00            | Alex Alves 8' · Ygor 39' · Bruno Henrique 62' · Felipe Menezes Pós Jogo' |       | 9' Gabriel Jesus 54' Victor Ramos 56' Vitor Hugo | Estádio: Serra Dourada |  |

| 6 de Setembro 23 | Palmeiras | 3 - 3 | Corinthians                                                                                           | São Paulo, (SP)                         |  |
| 16:00            | Lucas 13', 19' · Gabriel Jesus 22' · Robinho 26', 27' · Dudu 41', 77' · Leandro Almeida 78' · João Paulo 85' |       | 14' Fagner · 24' Guilherme Arana · 37' · 37' (g.c.) Amaral · 60' Gil · 79' Vágner Love · 88' Cristian | Estádio: Allianz Parque Público: 35,707 |  |

| 9 de Setembro 24 | Internacional                                                                                   | 1 - 0 | Palmeiras                                                   | Porto Alegre, (RS) |  |
| 19:30            | D'Alessandro 17' · Nílton 19', 82' · Artur 45+2' · Eduardo Sasha 62' · Réver 86' · Paulão 88' · |       | 34', 46' Leandro Almeida 55' Vitor Hugo 88' Agustín Allione | Estádio: Beira Rio |  |

| 12 de Setembro 25 | Palmeiras                                                             | 2 - 0 | Figueirense                                                    | São Paulo, (SP)                         |  |
| 21:00             | Egídio 38' · Vitor Hugo 41' · Jackson 46', 52' · Andrei Girotto 90+1' |       | 14' Marcão 26', 93' Leandro Silva 43' Paulo Roberto 88' Saimon | Estádio: Allianz Parque Público: 22,794 |  |

| 16 de Setembro 26 | Fluminense                      | 1 - 4 | Palmeiras                                                                                              | Rio de Janeiro, (RJ) |  |
| 19:30             | Jean 36' · Wellington Silva 64' |       | 8' Egídio · 59' Fernando Prass · 68', 89', 90+1' Lucas Barrios · 75' Gabriel Jesus · 87' Thiago Santos | Estádio: Maracanã    |  |

| 19 de Setembro 27 | Palmeiras                                                                               | 3 - 2 | Grêmio                                                                                   | São Paulo, (SP)                   |  |
|                   | Vitor Hugo 6' · Lucas Barrios 31' · Rafael Marques 58' · Arouca 75' · Thiago Santos 83' |       | 20', 85' Luan · 25' Matheus Biteco · 68' Lucas Ramon · 87' Marcelo Oliveira · 89' Moisés | Estádio: Pacaembu Público: 21,257 |  |

| 27 de Setembro 28 | São Paulo                          | 1 - 1 | Palmeiras                              | São Paulo, (SP)  |  |
|                   | Matheus Reis 45+3' · Carlinhos 60' |       | 26', 90+3' Robinho · 68' Thiago Santos | Estádio: Morumbi |  |

| 4 de Outubro 29 | Chapecoense                                                        | 5 - 1 | Palmeiras                                                                                         | Chapecó, (SC)        |  |
| 18:30           | Neto 4' · Camilo 22' · Túlio de Melo 54' · Apodi 64' · Ananias 86' |       | 48' Andrei Girotto · 54' Fernando Prass · 58' Dudu · 60' Egídio · 79' Jackson · 83' Gabriel Jesus | Estádio: Arena Condá |  |

| 14 de Outubro 30 | Palmeiras                    | 0 - 1 | Ponte Preta                                                 | São Paulo, (SP)         |  |
| 21:00            | Dudu 57' Gabriel Jesus 90+2' |       | 27' Fernando Bob · 41' Gilson · 46' Jeferson · 75' Cristian | Estádio: Allianz Parque |  |

| 17 de Outubro 31 | Avaí                                                            | 1 - 3 | Palmeiras | Florianópolis, (SC) |  |
|                  | Nino Paraíba 5' · Adriano 43' · Marquinhos 45' · André Lima 68' |       | 13' Andrei Girotto · 16' Gabriel Jesus · 40' Thiago Santos · 43' Agustín Allione · 60' Cristaldo · 77', 84' Dudu | Estádio: Ressacada  |  |

| 24 de Outubro 32 | Palmeiras                        | 0 - 2 | Sport                                | São Paulo, (SP)   |  |
|                  | Matheus Sales 18' João Pedro 57' |       | 15' Marlone · 58' André · 90' Samuel | Estádio: Pacaembu |  |

| 1 de Novembro 33 | Santos                                                                                   | 2 - 1 | Palmeiras                                            | Santos, (SP)          |  |
|                  | Thiago Maia 27' · Ricardo Oliveira 48' · Gabriel 67' · Gustavo Henrique 77' · Zeca 90+1' |       | 24' Zé Roberto · 42' Thiago Santos · 74', 90+2' Dudu | Estádio: Vila Belmiro |  |

| 8 de Novembro 34 | Palmeiras   | 0 - 2 | Vasco da Gama                                                                                 | São Paulo, (SP)         |  |
| 17:00            | Jackson 90' |       | 23' Duvier Riascos · 35' Rafael Silva · 39' Nenê · 47' Luan · 49' Sergio Antonio · 77' Madson | Estádio: Allianz Parque |  |

| 18 de Novembro 35 | Atlético Paranaense                                                             | 3 - 3 | Palmeiras                                                                                      | Curitiba, (PR)            |  |
| 21:00             | Marcos Guilherme 1' · Cléberson 33' · Ewandro 84', 86' · Daniel Hernández 90+2' |       | 54', 90+4' Robinho · 33', 75', 90+3' Jackson · 47' Amaral · 37' Dudu · 90+2', 90+4' Alecsandro | Estádio: Arena da Baixada |  |

| 21 de Novembro 36 | Palmeiras                                                                 | 1 - 1 | Cruzeiro                             | São Paulo, (SP)         |  |
| 19:30             | Pablo Mouche 62' · Leandro Almeida Predefinição:Yel68 · Lucas Barrios 70' |       | 20' Marcos Vinicius · 70' Arrascaeta | Estádio: Allianz Parque |  |

| 29 de Novembro 37 | Palmeiras                              | 0 - 2 | Coritiba                                                                                   | São Paulo, (SP)         |  |
| 18:00             | Kelvin 4' Lucas 54' Nathan Cardoso 77' |       | 9' Guilherme Parede · 23' Juan · 37' João Paulo · 45' Alan Santos · 90+3' Henrique Almeida | Estádio: Allianz Parque |  |

| 6 de Dezembro 38 | Flamengo | 1 - 2 | Palmeiras                                 | Rio de Janeiro, (RJ) |  |
|                  | Pará 75' |       | 72' Dudu · 89' Vitor Hugo · 90+2' Eduardo | Estádio: Maracanã    |  |

### Copa do Brasil
No dia 16 de dezembro foi sorteado o primeiro confronto da Copa do Brasil, enfrentando o Vitória da Conquista 

No dia 4 de março o Verdão estreou no torneio e apesar do placar de 4 a 1, que classificou o time para segunda rodada sem precisar do segundo jogo, a partida foi complicada. O Palmeiras abriu o placar no primeiro tempo, mas não conseguiu mais criar situações de gol e viu os baianos empatarem o jogo. A partir disso, o time deslanchou e fez mais 3 gols em 20 minutos.

Na segunda fase, contra o Sampaio Corrêa, a equipe vinha vencendo o primeiro jogo por 1 a 0, placar que levava para o segundo jogo. Ao se lançar ao ataque, sofreu o empate aos 83 minutos. No jogo de volta, novo susto aos 23 minutos de jogo 1 a 0 para os maranhenses e assim foi até o fim do primeiro tempo. No segundo a equipe voltou determinada a matar logo o jogo e fez 5 gols para tal.

Um novo encontro contra um antigo e eterno fantasma marcou a terceira fase, e como nas anteriores o Palmeiras se classificou com sustos diante do ASA. Mesmo com um empate por 0 a 0 em casa, o técnico escalou um time reserva e obteve uma vitória magra fora de casa com gol aos 70 minutos.

Em novo sorteio, a CBF definiu os confrontos das oitavas onde o Palmeiras teve um Clássico Palestrino contra o Cruzeiro. Com duas vitórias (2 a 1 em casa e 3 a 2 fora), a equipe se garantiu entre os 8 melhores da competição.

Em dois jogos eletrizantes e cheios de polemicas, o Verdão eliminou Inter com um empate em 1 a 1 no Beira-Rio e uma vitoria em casa por 3 a 2. Após abrir 2 a 0 sem grandes dificuldades no primeiro tempo, o Palmeiras recuou e permitiu o empate que dava a classificação à equipe do sul, porém 2 minutos depois voltou a frente do placar e segurou a classificação até o fim do jogo.

Na semifinal o Verdão enfrentou o Fluminense no Maracanã lotado pelas torcidas das duas equipes e os cariocas levaram a melhor no jogo de ida venceram os paulistas por 2 a 1. No jogo de volta na Arena palmeirense, o Verdão também venceu o Fluminense por 2 a 1 num jogo dramático no final do tempo normal, a partida iria ser decidido nas disputas de pênaltis e o time da casa levou a melhor vencendo o Tricolor carioca por 4 a 1 e avançando a grande final da Copa do Brasil.

Virou praxe falar em disputa para pessoas boas de coração com o Palmeiras na Copa do Brasil, e a final não podia ser diferente. No primeiro jogo o clássico da saudade foi marcado por apenas um time querendo jogar, o Santos, para a sorte do Verdão mais uma vez Fernando Prass estava inspirado e parou o ataque alvinegro diversas vezes, por fim Gabriel conseguiu furar o bloqueio para a vitoria praiana.

Uma semana depois o jogo foi para o Allianz Parque onde dessa vez o Palmeiras jogou abriu 2 a 0 mas deixou o santos fazer um e levar a disputa para os pênaltis. A disputa começou com 3 erros nas 4 primeiras cobranças (2 santistas e 1 palmeirense) por fim todos passaram a acertar e na ultima cobrança alviverde, Fernando Prass se consagrou com o gol da vitoria e deu o titulo da Copa do Brasil ao Palmeiras depois de 3 anos.

| 4 de Março Primeira Fase Jogo de ida | Vitória da Conquista | 1 - 4 | Palmeiras                                                                                    | Vitória da Conquista, (BA)                     |  |
| 22:00                                | Tatu 63'             |       | 13' Cristaldo · 31', 78' Robinho · 60' Gabriel · 65' Agustín Allione · 73' Arouca · 84' Dudu | Estádio: Estádio Lomanto Júnior Público: 8,319 |  |

| 29 de Abril Segunda Fase Jogo de ida | Sampaio Corrêa             | 1 - 1  | Palmeiras                                             | São Luís, (MA)                    |  |
| 22:00                                | Robert 39' · Cleitinho 87' | Report | 47' Jackson · 68', 81' Cristaldo · 82' Fernando Tobio | Estádio: Castelão Público: 14,329 |  |

| 12 de Maio Segunda Fase Jogo de volta | Palmeiras                                                                                               | 5 - 1  | Sampaio Corrêa                                  | São Paulo, (SP)                         |  |
| 21:50                                 | Fernando Prass 45+1' · Dudu 45+1' · Vitor Hugo 50' · Cristaldo 56' · Zé Roberto 66', 90+2' · Kelvin 79' | Report | 23' Diones · 38' Válber · 78' Gilberto Santiago | Estádio: Allianz Parque Público: 24,443 |  |

| 27 de Maio Terceira Fase Jogo de ida | Palmeiras                                                 | 0 - 0  | ASA                                    | São Paulo, (SP)                         |  |
| 22:00                                | Jackson 22' Kelvin 49' Vitor Hugo 75' Leandro Pereira 86' | Report | 27' Fábio Alves 76' Chiquinho Alagoano | Estádio: Allianz Parque Árbitro: 17.212 |  |

| 15 de Julho Terceira Fase Jogo de volta | ASA                                           | 0 - 1 | Palmeiras         | Londrina, (PR)                           |  |
| 22:00                                   | Fábio Alves 32' Jorginho 76' Max Carrasco 80' |       | 69' Gabriel Jesus | Estádio: Estádio do Café Público: 17,488 |  |

| 19 de Agosto Oitavas de Final Jogo de ida | Palmeiras                                               | 2 - 1 | Cruzeiro                          | São Paulo, (SP)                         |  |
| 22:00                                     | Cleiton Xavier 7' · Zé Roberto 48' · Rafael Marques 62' |       | 49' Leandro Damião · 57' Fabrício | Estádio: Allianz Parque Público: 24,968 |  |

| 26 de Agosto Oitavas de Final Jogo de volta | Cruzeiro                                              | 2 - 3 | Palmeiras                                                                                               | Belo Horizonte, (MG)              |  |
| 22:00                                       | Bruno Rodrigo 24' · Vinícius Araújo 38' · Alisson 30' |       | 08' Lucas Barrios · 17' Amaral · 27', 32' Gabriel Jesus · 56' Zé Roberto · 74' João Pedro · 84' Robinho | Estádio: Mineirão Público: 16,972 |  |

| 23 de Setembro Quartas de Final Jogo de ida | Internacional                                       | 1 - 1 | Palmeiras          | Porto Alegre, (RS)                 |  |
| 21:00                                       | Alex 53' · Vitinho 69' · Wellington 72' · Silva 90' |       | 73' Rafael Marques | Estádio: Beira Rio Público: 34,732 |  |

| 30 de Setembro Quartas de Final Jogo de Volta | Palmeiras                                                                               | 3 - 2 | Internacional                                                                    | São Paulo, (SP)                         |  |
| 22:00                                         | Vitor Hugo 8' · Dudu 25' · Amaral 34' · Zé Roberto 39' · Lucas 41' · Andrei Girotto 76' |       | 37' Alex · 58' Anderson · 74' Lisandro López · 81' William · 90' Rodrigo Dourado | Estádio: Allianz Parque Público: 33,991 |  |

| 21 de Outubro Semi Final Jogo de Ida | Fluminense | 2 - 1 | Palmeiras                                     | Rio de Janeiro, (RJ)                         |  |
| 22:00                                | Wellington Silva 4' · Jean 20' · Marcos Júnior 25' · Wellington Paulista 39' · Marlon 55' · Cícero 59' · Gerson 86' |       | 37' Victor Ramos · 60' Zé Roberto · 82' Lucas | Estádio: Estádio do Maracanã Público: 34,895 |  |

| 28 de Outubro Semi Final Jogo de Volta           | Palmeiras                            | 2 - 1 (4 – 1 pen.)      | Fluminense                      | São Paulo, (SP)                         |  |
| 22:00                                            | Lucas Barrios 13', 18' · Jackson 70' |                         | 16' Wellington Silva · 70' Fred | Estádio: Allianz Parque Público: 38,562 |  |
|                                                  |                                      | Penalidades             |                                 |                                         |  |
| Rafael Marques Jackson Cristaldo Agustín Allione |                                      | Jean Gustavo Scarpa Gum |                                 |                                         |  |

| 25 de Novembro Final Jogo de Ida | Santos                                                                   | 1 - 0 | Palmeiras                                                                           | Santos, (SP)                          |  |
| 22:00                            | Renato 60' · Ricardo Oliveira 64' · Gabriel 77', 79' · Victor Ferraz 83' |       | 32' Fernando Prass 37' Matheus Sales 43' Lucas Barrios 64' Arouca 69', 89' 90' Dudu | Estádio: Vila Belmiro Público: 14,116 |  |

| 2 de Dezembro Final Jogo de Volta                          | Palmeiras                                               | 2 - 1 (4 – 3 pen.)                                                       | Santos                             | São Paulo, (SP)                         |  |
| 22:00                                                      | Matheus Sales 51' · Dudu 57', 85', 86' · João Pedro 65' |                                                                          | 48' Gabriel · 87' Ricardo Oliveira | Estádio: Allianz Parque Público: 39,660 |  |
|                                                            |                                                         | Penalidades                                                              |                                    |                                         |  |
| Zé Roberto Rafael Marques Jackson Cristaldo Fernando Prass |                                                         | Marquinhos Gabriel Gustavo Henrique Geuvânio Lucas Lima Ricardo Oliveira |                                    |                                         |  |

## Premiação
| Copa do Brasil de 2015        |
| São Paulo                     |
| ----------------------------- |
| Palmeiras Campeão (3º título) |

## Clube

### Elenco Atual
Última atualização: 08 de julho de 2015.
 Legenda
- : Capitão
- : Jogador lesionado
- +: Jogador em fase final de recuperação
- : Jogador suspenso
- : Prata da casa (Jogador da base)
- : Seleção Brasileira
- : Seleção Argentina
- : Seleção Paraguaia

### Transferências 2015
: Jogadores emprestados

: Jogadores que retornam de empréstimo

| Chegadas |                 |      |                   |                     |
|          | Jogador         | Pos. | Clube Anterior    | Ref.                |
|          | Amaral          | V    | Goiás             |                     |
|          | Vitor Hugo      | Z    | América Mineiro   |                     |
|          | Lucas           | LD   | Botafogo          |                     |
|          | Ayrton          | LD   | Vitória           |                     |
|          | Luiz Gustavo    | V    | Vitória           |                     |
|          | Maikon Leite    | A    | Atlas             |                     |
|          | Vinícius        | A    | Vitória           |                     |
|          | Andrei Girotto  | V    | América Mineiro   |                     |
|          | Zé Roberto      | LE   | Grêmio            |                     |
|          | Leandro Pereira | A    | Chapecoense       |                     |
|          | Gabriel         | V    | Monte Azul        |                     |
|          | João Paulo      | LE   | Desportivo Brasil |                     |
|          | Rafael Marques  | A    | Henan Jianye      |                     |
|          | Robinho         | M    | Coritiba          |                     |
|          | Dudu            | A    | Dínamo de Kiev    |                     |
|          | Victor Ramos    | Z    | Monterrey         |                     |
|          | Kelvin          | A    | Porto             |                     |
|          | Jackson         | Z    | Internacional     |                     |
|          | Alan Patrick    | M    | Shakhtar Donetsk  |                     |
|          | Ryder Matos     | M    | Fiorentina        |                     |
|          | Arouca          | V    | Santos            |                     |
|          | Aranha          | G    | Santos            |                     |
|          | Cleiton Xavier  | M    | Metalist Kharkiv  |                     |
|          | Egídio          | LE   | Dnipro            |                     |
|          | Fellype Gabriel | M    | Sharjah           |                     |
|          | Alecsandro      | A    | Flamengo          |                     |
|          | Leandro Almeida | Z    | Coritiba          |                     |
|          | Lucas Barrios   | A    | Spartak Moscow    |                     |
|          | Thiago Santos   | V    | América Mineiro   | [carece de fontes?] |

| Saídas |                  |      |                     |      |
|        | Jogador          | Pos. | Clube de Destino    | Ref. |
|        | Wesley           | V    | São Paulo           |      |
|        | Victorino        | Z    | Cruzeiro            |      |
|        | Juninho          | L    | Figueirense         |      |
|        | Bruno César      | M    | Al-Ahli             |      |
|        | Bernardo         | M    | Vasco da Gama       |      |
|        | Marcelo Oliveira | V    | Cruzeiro            |      |
|        | Bruno Dybal      | M    | Ventforet Kofu      |      |
|        | Deola            | G    | Fortaleza           |      |
|        | Diogo            | A    | Buriram United      |      |
|        | Bruno            | G    | Santa Cruz          |      |
|        | Sebastián Eguren | V    | Colón               |      |
|        | Wendel           | V    | Boa Esporte         |      |
|        | Washington       | V    | Joinville           |      |
|        | Lúcio            | Z    | FC Goa              |      |
|        | Felipe Menezes   | M    | Goiás               |      |
|        | Patrick Vieira   | M    | Náutico             |      |
|        | Tiago Real       | M    | Bahia               |      |
|        | Rodolfo          | A    | Rio Claro           |      |
|        | Luiz Gustavo     | V    | Vitória             |      |
|        | Mendieta         | M    | Olimpia             |      |
|        | Mateus Muller    | L    | Atlético-GO         |      |
|        | João Denoni      | V    | Atlético-GO         |      |
|        | Thiago Martins   | Z    | Paysandu            |      |
|        | Mazinho          | A    | Oeste               |      |
|        | Renato           | V    | Joinville           |      |
|        | Maikon Leite     | A    | Sport               |      |
|        | Vinícius         | A    | Ceará               |      |
|        | Weldinho         | LD   | Oeste               |      |
|        | Victor Luis      | LE   | Ceará               |      |
|        | Ayrton           | LD   | Flamengo            |      |
|        | Alan Patrick     | M    | Flamengo            |      |
|        | Wellington       | Z    | Atlético Paranaense |      |
|        | Bruno Dybal      | M    | Figueirense         |      |
|        | Ryder Matos      | M    | Fiorentina          |      |
|        | Tobio            | Z    | Boca Juniors        |      |
|        | Leandro          | A    | Santos              |      |
|        | Valdivia         | M    | Al-Wahda            |      |
|        | Leandro Pereira  | A    | Club Brugge         |      |

### Uniformes - Temporada atual

#### Uniformes dos jogadores
- Primeiro uniforme: Camisa verde, calção branco e meias verdes.
- Segundo uniforme: Camisa branca, calção verde e meias brancas.
- Terceiro uniforme: Camisa azul, calção branco e meias azuis.

| Primeiro | Segundo | Terceiro |

#### Uniformes dos goleiros
- Primeiro uniforme: Camisa laranja, calção e meias laranjas;
- Segundo uniforme: Camisa azul-marinho, calção e meias azuis.
- Terceiro uniforme: Camisa verde clara, calção e meias verdes.
- Quarto uniforme: Camisa amarela com detalhes verdes, calção e meias amarelas.

| Primeiro | Segundo |  | Terceiro |  | Quarto |

#### Uniformes de treino
| Jogadores | Goleiros | C. Técnica |

## Estatisticas

### Time

#### Estatisticas Gerais
| Jogos               | 70 (38 Brasileirão, 19 Paulistão, 13 Copa do Brasil)                                                     |
| Vitorias            | 35 (15 Brasileirão, 12 Paulistão, 8 Copa do Brasil)                                                      |
| Empates             | 13 (8 Brasileirão, 2 Paulistão, 3 Copa do Brasil)                                                        |
| Derrotas            | 22 (15 Brasileirão, 5 Paulistão, 2 Copa do Brasil)                                                       |
| Gols Prós           | 113 (60 Brasileirão, 28 Paulistão, 25 Copa do Brasil)                                                    |
| Gols Contra         | 79 (51 Brasileirão, 14 Paulistão, 16 Copa do Brasil)                                                     |
| Saldo de Gols       | 32 (9 Brasileirão, 14 Paulistão, 10 Copa do Brasil)                                                      |
| Assistências        | 83 (47 Brasileirão, 21 Paulistão, 15 Copa do Brasil)                                                     |
| Jogos sem tomar gol | 20 (8 Brasileirão, 10 Paulistão, 2 Copa do Brasil)                                                       |
| Jogos sem fazer gol | 15 (10 Brasileirão, 3 Paulistão, 2 Copa do Brasil)                                                       |
| Cartões             | 167 (88 Brasileirão, 48 Paulistão, 31 Copa do Brasil)                                                    |
| Cartões             | 10 (5 Brasileirão, 3 Paulistão, 2 Copa do Brasil)                                                        |
| Melhor Resultado    | Palmeiras 5 x 1 Sampaio Corrêa: Copa do Brasil 12/05                                                     |
| Pior Resultado      | Chapecoense 5 x 1 Palmeiras: Brasileirão 04/10                                                           |
| Maior Público       | Palmeiras 1 x 0 Santos: Copa do Brasil (2/12) 39.660                                                     |
| Menor Público       | Palmeiras 0 x 2 Coritiba: Brasileirão (29/11) 15.037                                                     |
| Público total       | 1.030.509 (562.629 Brasileirão, 289.133 Paulistão, 178.774 Copa do Brasil)                               |
| Média de Publico    | 29.443 (29.612 Brasileirão, 28.913 Paulistão, 29.791 Copa do Brasil)                                     |
| Maior Renda Liquida | Palmeiras 1 x 0 Santos: Copa do Brasil (2/12) R$4.126.003,27                                             |
| Menor Renda Liquida | Palmeiras 5 x 1 Sport: Brasileirão (24/10) R$131.063,47                                                  |
| Renda Liquida total | R$50.448.662,71 (R$24.661.551,45 Brasileirão, R$15.216.760,77 Paulistão, R$10.620.350,42 Copa do Brasil) |
| Média Renda Liquida | R$1.441.390,36 (R$1.295.344,81 Brasileirão, R$1.521.676,08 Paulistão, R$1.770.058,42 Copa do Brasil)     |

#### Aproveitamento
| Torneio        | C\F   | Pts | J  | V  | E  | D  | GP  | GC | SG | %   |
| Paulista       | Casa  | 24  | 10 | 8  | 0  | 2  | 15  | 3  | 12 | 80% |
| Paulista       | Fora  | 14  | 9  | 4  | 2  | 3  | 13  | 11 | 2  | 52% |
| Paulista       | Total | 38  | 19 | 12 | 2  | 5  | 28  | 14 | 14 | 67% |
| Brasileiro     | Casa  | 31  | 19 | 9  | 4  | 6  | 31  | 23 | 8  | 54% |
| Brasileiro     | Fora  | 22  | 19 | 6  | 4  | 9  | 29  | 28 | 1  | 39% |
| Brasileiro     | Total | 53  | 38 | 15 | 8  | 15 | 60  | 51 | 9  | 46% |
| Copa do Brasil | Casa  | 16  | 6  | 5  | 1  | 0  | 14  | 6  | 8  | 89% |
| Copa do Brasil | Fora  | 11  | 7  | 3  | 2  | 2  | 11  | 8  | 3  | 52% |
| Copa do Brasil | Total | 27  | 13 | 8  | 3  | 2  | 25  | 14 | 11 | 69% |
| Total          | Casa  | 71  | 35 | 25 | 5  | 8  | 60  | 32 | 28 | 68% |
| Total          | Fora  | 47  | 35 | 13 | 8  | 14 | 53  | 47 | 6  | 45% |
| Total          | Total | 118 | 70 | 38 | 13 | 22 | 113 | 79 | 34 | 56% |

#### Desempenho dos Treinadores
| Técnico                   | Inicio               | Fim                 | Torneio        | J  | V  | E | D  | GP | GC | SG | %    |
| Oswaldo de Oliveira       | 1 de janeiro de 2015 | 9 de junho de 2015  | Paulistão      | 19 | 12 | 2 | 5  | 28 | 14 | 14 | 67%  |
| Oswaldo de Oliveira       | 1 de janeiro de 2015 | 9 de junho de 2015  | Copa do Brasil | 4  | 2  | 2 | 0  | 10 | 3  | 7  | 67%  |
| Oswaldo de Oliveira       | 1 de janeiro de 2015 | 9 de junho de 2015  | Brasileirão    | 6  | 1  | 3 | 2  | 6  | 6  | 0  | 33%  |
| Oswaldo de Oliveira       | 1 de janeiro de 2015 | 9 de junho de 2015  | Total          | 29 | 15 | 8 | 7  | 44 | 23 | 21 | 60%  |
| Alberto Valentim Interino | 9 de junho de 2015   | 16 de junho de 2015 | Brasileirão    | 1  | 1  | 0 | 0  | 2  | 1  | 1  | 100% |
| Alberto Valentim Interino | 9 de junho de 2015   | 16 de junho de 2015 | Total          | 1  | 1  | 0 | 0  | 2  | 1  | 1  | 100% |
| Marcelo Oliveira          | 16 de junho de 2015  | ---------           | Copa do Brasil | 9  | 6  | 1 | 2  | 15 | 11 | 4  | 70%  |
| Marcelo Oliveira          | 16 de junho de 2015  | ---------           | Brasileirão    | 31 | 13 | 5 | 13 | 52 | 44 | 8  | 47%  |
| Marcelo Oliveira          | 16 de junho de 2015  | ---------           | Total          | 40 | 19 | 6 | 15 | 67 | 55 | 12 | 53%  |

#### Origem dos gols
| Tipo                      | Paulistão | Paulistão | Paulistão | Brasileirão | Brasileirão | Brasileirão | Copa do Brasil | Copa do Brasil | Copa do Brasil | Total | Total | Total |
| Tipo                      | GP        | GC        | SG        | GP          | GC          | SG          | GP             | GC             | SG             | GP    | GC    | SG    |
| Cabeça                    | 2         | 1         | 1         | 13          | 3           | 10          | 5              | 3              | 2              | 20    | 7     | 13    |
| Chute de dentro da área   | 19        | 11        | 8         | 29          | 29          | 0           | 16             | 7              | 9              | 64    | 47    | 17    |
| Chute de fora da área     | 4         | 1         | 3         | 6           | 5           | 1           | 0              | 1              | -1             | 10    | 7     | 3     |
| Bola parada               | 1         | 0         | 1         | 0           | 0           | 0           | 0              | 0              | 0              | 1     | 0     | 1     |
| Gol contra                | 0         | 0         | 0         | 1           | 2           | -1          | 0              | 0              | 0              | 1     | 2     | -1    |
| Originado por bola parada | 2         | 1         | 1         | 10          | 6           | 4           | 1              | 2              | -1             | 13    | 9     | 4     |
| Penalti                   | 0         | 0         | 0         | 1           | 4           | -3          | 3              | 1              | 2              | 4     | 5     | -1    |
| Total                     | 28        | 14        | 14        | 60          | 49          | 11          | 25             | 14             | 11             | 113   | 77    | 36    |

#### Tempo dos gols
| Tipo               | Paulistão | Paulistão | Paulistão | Brasileirão | Brasileirão | Brasileirão | Copa do Brasil | Copa do Brasil | Copa do Brasil | Total | Total | Total |
| Tipo               | GP        | GC        | SG        | GP          | GC          | SG          | GP             | GC             | SG             | GP    | GC    | SG    |
| 0-15"              | 7         | 0         | 7         | 9           | 5           | 4           | 5              | 0              | 5              | 21    | 5     | 16    |
| 16-30"             | 2         | 3         | -1        | 7           | 14          | -7          | 2              | 2              | 0              | 11    | 19    | -8    |
| 31-45"             | 3         | 5         | -2        | 7           | 5           | 2           | 2              | 2              | 0              | 12    | 12    | 0     |
| Acréscimo 1º tempo | 1         | 0         | 1         | 2           | 0           | 2           | 0              | 0              | 0              | 3     | 0     | 3     |
| Total 1º Tempo     | 13        | 8         | 5         | 25          | 24          | 1           | 9              | 4              | 5              | 47    | 36    | 11    |
| 45-60"             | 4         | 2         | 2         | 10          | 8           | 2           | 4              | 3              | 1              | 18    | 13    | 5     |
| 61-75"             | 5         | 3         | 2         | 13          | 7           | 6           | 6              | 3              | 3              | 24    | 13    | 11    |
| 76-90"             | 6         | 0         | 6         | 6           | 12          | -6          | 5              | 4              | 1              | 17    | 16    | 1     |
| Acréscimo 2º tempo | 0         | 1         | -1        | 5           | 1           | 4           | 1              | 0              | 1              | 6     | 2     | 4     |
| Total 2º tempo     | 15        | 6         | 9         | 34          | 28          | 6           | 16             | 10             | 6              | 65    | 44    | 21    |

### Jogadores

#### Estatísticas Gerais
| Artilheiro               | Dudu 16                     |
| Mais Assistências        | Robinho 14                  |
| Mais tempo em jogo       | Fernando Prass 6345 minutos |
| Mais jogos sem tomar gol | Fernando Prass (20)         |
| Mais cartões             | Lucas e Dudu 14 1           |
| Mais                     | Lucas e Dudu 14             |
| Mais                     | Victor Ramos 2              |

#### Artilheiros
Riscados os jogadores que foram transferidos antes do fim da temporada.
| Colocação | Nome            | Numero | Posição | Paulistão | Brasileirão | Copa do Brasil | Total |
| 1         | Dudu            | 7      | A       | 3         | 10          | 3              | 16    |
| 2         | Rafael Marques  | 19     | A       | 6         | 7           | 2              | 15    |
| 3         | Cristaldo       | 9      | A       | 3         | 6           | 3              | 12    |
| 4         | Leandro Pereira | 17     | A       | 3         | 6           | 0              | 9     |
| 4         | Robinho         | 27     | M       | 5         | 3           | 1              | 9     |
| 6         | Vitor Hugo      | 31     | Z       | 2         | 4           | 2              | 8     |
| 6         | Lucas Barrios   | 10     | A       | 0         | 5           | 3              | 6     |
| 8         | Gabriel Jesus   | 33     | A       | 0         | 4           | 3              | 7     |
| 8         | Zé Roberto      | 11     | LE      | 1         | 2           | 4              | 7     |
| 10        | Victor Ramos    | 3      | Z       | 1         | 2           | 0              | 3     |
| 10        | Lucas           | 32     | LD      | 1         | 2           | 0              | 3     |
| 10        | Jackson         | 26     | Z       | 0         | 3           | 0              | 3     |
| 13        | Gabriel         | 18     | V       | 1         | 1           | 0              | 2     |
| 13        | Andrei Girotto  | 28     | V       | 0         | 1           | 1              | 2     |
| 13        | Alecsandro      | 90     | A       | 0         | 2           | 0              | 2     |
| 16        | Maikon Leite    | 13     | A       | 1         | 0           | 0              | 1     |
| 16        | Agustín Allione | 20     | M       | 0         | 0           | 1              | 1     |
| 16        | João Pedro      | 22     | LD      | 1         | 0           | 0              | 1     |
| 16        | Kelvin          | 29     | A       | 0         | 0           | 1              | 1     |
| 16        | Egídio          | 66     | LE      | 0         | 1           | 0              | 1     |
| 16        | Cleiton Xavier  | 8      | M       | 0         | 0           | 1              | 1     |
| '         | Gol Contra      |        |         | 0         | 1           | 0              | 1     |
| Total     | Total           | Total  | Total   | 28        | 60          | 25             | 113   |

#### Assistências
Riscados os jogadores que foram transferidos antes do fim da temporada.
| Colocação | Nome            | Numero | Posição | Paulistão | Brasileirão | Copa do Brasil | Total |
| 1         | Robinho         | 27     | M       | 5         | 6           | 3              | 14    |
| 2         | Dudu            | 7      | A       | 5         | 6           | 2              | 13    |
| 3         | Lucas           | 22     | LD      | 2         | 3           | 2              | 7     |
| 3         | Egídio          | 66     | LE      | 0         | 5           | 2              | 7     |
| 3         | Zé Roberto      | 11     | LE      | 1         | 4           | 2              | 7     |
| 6         | Rafael Marques  | 19     | A       | 0         | 5           | 0              | 5     |
| 6         | Agustín Allione | 20     | M       | 3         | 1           | 1              | 5     |
| 8         | Gabriel Jesus   | 33     | A       | 0         | 3           | 1              | 4     |
| 9         | Kelvin          | 29     | A       | 0         | 3           | 0              | 3     |
| 10        | Alan Patrick    | 30     | M       | 2         | 0           | 0              | 2     |
| 10        | Valdivia        | 10     | M       | 1         | 1           | 0              | 2     |
| 10        | Cleiton Xavier  | 8      | M       | 0         | 1           | 1              | 2     |
| 10        | Alecsandro      | 90     | A       | 0         | 2           | 0              | 2     |
| 10        | Cristaldo       | 9      | A       | 1         | 1           | 0              | 2     |
| 10        | Lucas Barrios   | 10     | A       | 0         | 1           | 1              | 2     |
| 10        | João Paulo      | 6      | LE      | 0         | 2           | 0              | 2     |
| 17        | Renato          | 23     | M       | 1         | 0           | 0              | 1     |
| 17        | Wellington      | 34     | Z       | 0         | 0           | 1              | 1     |
| 17        | Gabriel         | 18     | M       | 0         | 1           | 0              | 1     |
| 17        | Arouca          | 5      | M       | 0         | 1           | 0              | 1     |
| 17        | Victor Ramos    | 3      | Z       | 0         | 1           | 0              | 1     |
| 17        | Vitor Hugo      | 31     | Z       | 0         | 0           | 1              | 1     |
| Total     | Total           | Total  | Total   | 21        | 47          | 17             | 85    |

#### Estatística dos Goleiros
Em italico jogadores que foram transferidos antes do fim da temporada.
| Nome           | Numero | Paulistão | Paulistão | Paulistão | Brasileirão | Brasileirão | Brasileirão | Copa do Brasil | Copa do Brasil | Copa do Brasil | Total | Total | Total |
| Nome           | Numero | Jogos     | GS        | JSTG      | Jogos       | GS          | JSTG        | Jogos          | GS             | JSTG           | Jogos | GS    | JSTG  |
| Fernando Prass | 1      | 18        | 12        | 10        | 36          | 48          | 8           | 12             | 13             | 2              | 66    | 73    | 20    |
| Fábio Szymonek | 47     | 0         | 0         | 0         | 2           | 3           | 0           | 0              | 0              | 0              | 2     | 3     | 0     |
| Aranha         | 25     | 1         | 2         | 0         | 0           | 0           | 0           | 0              | 0              | 0              | 1     | 2     | 0     |
| Jailson        | 49     | 0         | 0         | 0         | 0           | 0           | 0           | 1              | 1              | 0              | 1     | 1     | 0     |
| Total          | Total  | 19        | 14        | 10        | 38          | 51          | 8           | 13             | 16             | 2              | 70    | 79    | 20    |

### Cartões
Riscados os jogadores que foram transferidos antes do fim da temporada.
| Nome            | Numero | Posição | Paulistão                     | Paulistão | Brasileirão                   | Brasileirão | Copa do Brasil                | Copa do Brasil | Total                         | Total   |
| Nome            | Numero | Posição | Penalizado com cartão amarelo | Expulso   | Penalizado com cartão amarelo | Expulso     | Penalizado com cartão amarelo | Expulso        | Penalizado com cartão amarelo | Expulso |
| Fernando Tobio  | 2      | Z       | 3                             | 0         | 0                             | 0           | 1                             | 0              | 4                             | 0       |
| Dudu            | 7      | A       | 4                             | 1         | 8                             | 0           | 4                             | 0              | 16                            | 1       |
| Robinho         | 27     | M       | 3                             | 0         | 4                             | 1           | 2                             | 0              | 9                             | 1       |
| Alan Patrick    | 30     | M       | 2                             | 0         | 0                             | 0           | 0                             | 0              | 2                             | 0       |
| Fernando Prass  | 1      | G       | 3                             | 0         | 2                             | 0           | 2                             | 0              | 7                             | 0       |
| Jailson         | 49     | G       | 1                             | 0         | 0                             | 0           | 0                             | 0              | 1                             | 0       |
| Vitor Hugo      | 31     | Z       | 7                             | 1         | 3                             | 0           | 1                             | 0              | 11                            | 1       |
| Agustín Allione | 20     | M       | 2                             | 0         | 2                             | 0           | 0                             | 0              | 4                             | 0       |
| Leandro Pereira | 17     | A       | 3                             | 0         | 2                             | 0           | 1                             | 0              | 6                             | 0       |
| Victor Luis     | 6      | LE      | 3                             | 0         | 0                             | 0           | 0                             | 0              | 3                             | 0       |
| Gabriel         | 18     | V       | 2                             | 0         | 2                             | 0           | 1                             | 0              | 5                             | 0       |
| Arouca          | 5      | V       | 4                             | 0         | 3                             | 0           | 1                             | 1              | 8                             | 1       |
| Zé Roberto      | 11     | LE      | 2                             | 0         | 1                             | 0           | 2                             | 0              | 5                             | 0       |
| Cristaldo       | 9      | A       | 1                             | 0         | 0                             | 1           | 1                             | 0              | 2                             | 1       |
| Lucas           | 32     | LD      | 3                             | 0         | 10                            | 0           | 3                             | 1              | 16                            | 1       |
| Jackson         | 26     | Z       | 1                             | 0         | 5                             | 1           | 3                             | 0              | 9                             | 1       |
| Renato          | 23     | V       | 1                             | 0         | 0                             | 0           | 0                             | 0              | 1                             | 0       |
| Cleiton Xavier  | 8      | M       | 1                             | 0         | 0                             | 0           | 0                             | 0              | 1                             | 0       |
| Victor Ramos    | 3      | Z       | 1                             | 1         | 7                             | 1           | 1                             | 0              | 9                             | 2       |
| Valdivia        | 10     | M       | 1                             | 0         | 2                             | 0           | 0                             | 0              | 3                             | 0       |
| Kelvin          | 29     | A       | 0                             | 0         | 3                             | 0           | 1                             | 0              | 4                             | 0       |
| Leandro         | 38     | A       | 0                             | 0         | 1                             | 0           | 0                             | 0              | 1                             | 0       |
| Egídio          | 66     | LE      | 0                             | 0         | 9                             | 0           | 0                             | 0              | 9                             | 0       |
| Alecsandro      | 90     | A       | 0                             | 0         | 2                             | 0           | 0                             | 0              | 2                             | 0       |
| Leandro Almeida | 44     | Z       | 0                             | 0         | 3                             | 1           | 0                             | 0              | 3                             | 1       |
| Gabriel Jesus   | 33     | A       | 0                             | 0         | 5                             | 0           | 0                             | 0              | 5                             | 0       |
| Amaral          | 15     | V       | 0                             | 0         | 1                             | 0           | 2                             | 0              | 3                             | 0       |
| João Pedro      | 22     | LD      | 0                             | 0         | 1                             | 0           | 2                             | 0              | 3                             | 0       |
| João Paulo      | 6      | LE      | 0                             | 0         | 1                             | 0           | 0                             | 0              | 1                             | 0       |
| Andrei Girotto  | 28     | V       | 0                             | 0         | 3                             | 0           | 0                             | 0              | 3                             | 0       |
| Thiago Santos   | 35     | V       | 0                             | 0         | 5                             | 0           | 0                             | 0              | 5                             | 0       |
| Matheus Sales   | 36     | V       | 0                             | 0         | 1                             | 0           | 2                             | 0              | 3                             | 0       |
| Pablo Mouche    | 14     | A       | 0                             | 0         | 1                             | 0           | 0                             | 0              | 1                             | 0       |
| Nathan Cardoso  | 4      | Z       | 0                             | 0         | 1                             | 0           | 0                             | 0              | 1                             | 0       |
| Lucas Barrios   | 8      | A       | 0                             | 0         | 0                             | 0           | 1                             | 0              | 1                             | 0       |
| Total           | Total  | Total   | 48                            | 3         | 88                            | 5           | 31                            | 2              | 167                           | 10      |

### Tempo em campo
Riscados os jogadores que foram transferidos antes do fim da temporada.
| Colocação | Nome            | Numero | Posição | Paulistão | Brasileirão | Copa do Brasil | Total |
| 1         | Fernando Prass  | 1      | G       | 1712      | 3483        | 1150           | 6345  |
| 2         | Vitor Hugo      | 31     | Z       | 1496      | 2788        | 962            | 5246  |
| 3         | Lucas           | 32     | LD      | 1568      | 2587        | 861            | 5016  |
| 4         | Dudu            | 7      | A       | 1411      | 2427        | 979            | 4817  |
| 5         | Robinho         | 27     | M       | 1463      | 2090        | 609            | 4162  |
| 6         | Zé Roberto      | 11     | LE      | 1249      | 2089        | 799            | 4137  |
| 7         | Rafael Marques  | 19     | A       | 1122      | 2591        | 410            | 4123  |
| 8         | Gabriel         | 18     | V       | 1662      | 1384        | 297            | 3343  |
| 9         | Arouca          | 5      | V       | 841       | 1827        | 534            | 3202  |
| 10        | Jackson         | 26     | Z       | 427       | 1550        | 1101           | 3078  |
| 11        | Egídio          | 66     | LE      | 0         | 2481        | 523            | 3004  |
| 12        | Victor Ramos    | 3      | Z       | 579       | 1635        | 143            | 2357  |
| 13        | Gabriel Jesus   | 40     | A       | 216       | 1452        | 622            | 2290  |
| 14        | Cristaldo       | 9      | A       | 823       | 869         | 416            | 2108  |
| 15        | Amaral          | 15     | V       | 95        | 911         | 704            | 1710  |
| 16        | Leandro Pereira | 17     | A       | 770       | 779         | 85             | 1634  |
| 17        | João Pedro      | 22     | LD      | 193       | 903         | 263            | 1359  |
| 18        | Lucas Barrios   | 10     | A       | 0         | 710         | 625            | 1335  |
| 19        | Kelvin          | 29     | A       | 38        | 890         | 372            | 1300  |
| 20        | Agustín Allione | 20     | M       | 604       | 487         | 208            | 1299  |
| 21        | Fernando Tobio  | 2      | Z       | 944       | 47          | 189            | 1180  |
| 22        | Leandro Almeida | 34     | Z       | 0         | 1160        | 0              | 1160  |
| 23        | Thiago Santos   | 35     | V       | 0         | 1157        | 0              | 1157  |
| 24        | Alecsandro      | 43     | A       | 0         | 1074        | 0              | 1074  |
| 25        | Andrei Girotto  | 28     | V       | 0         | 595         | 326            | 921   |
| 26        | João Paulo      | 6      | LE      | 345       | 333         | 188            | 866   |
| 27        | Cleiton Xavier  | 8      | M       | 171       | 355         | 196            | 722   |
| 28        | Valdivia        | 10     | M       | 262       | 304         | 96             | 662   |
| 29        | Alan Patrick    | 30     | M       | 406       | 42          | 153            | 601   |
| 30        | Matheus Sales   | 36     | V       | 0         | 311         | 242            | 553   |
| 31        | Victor Luis     | 16     | LE      | 434       | 0           | 95             | 529   |
| 32        | Renato          | 23     | V       | 377       | 0           | 75             | 452   |
| 33        | Nathan Cardoso  | 4      | Z       | 73        | 233         | 0              | 306   |
| 34        | Pablo Mouche    | 14     | A       | 0         | 283         | 11             | 294   |
| 35        | Maikon Leite    | 13     | A       | 251       | 0           | 0              | 251   |
| 36        | Ayrton          | 42     | LD      | 0         | 132         | 95             | 227   |
| 37        | Lucas Taylor    | 42     | LD      | 0         | 180         | 19             | 199   |
| 38        | Fábio Szymonek  | 47     | G       | 0         | 195         | 0              | 195   |
| 39        | Wellington      | 34     | Z       | 72        | 0           | 95             | 167   |
| 40        | Aranha          | 25     | G       | 97        | 0           | 0              | 97    |
| 41        | Jailson         | 25     | G       | 0         | 0           | 95             | 95    |
| 42        | Leandro         | 38     | A       | 0         | 30          | 53             | 83    |
| 43        | Ryder Matos     | 39     | M       | 15        | 0           | 67             | 82    |
| 44        | Jobson          | 41     | M       | 0         | 26          | 0              | 26    |
| 45        | Fellype Gabriel | 30     | M       | 0         | 25          | 0              | 25    |
| 46        | Eduardo         | 34     | M       | 0         | 9           | 0              | 9     |
| 47        | Juninho         | 37     | M       | 0         | 0           | 6              | 6     |

### Adversários

#### Clássicos regionais
| Time        | J | V | E | D | GP | GC | SG | %  |
| Corinthians | 4 | 1 | 2 | 1 | 7  | 6  | 1  | 42 |
| Santos      | 7 | 3 | 0 | 4 | 7  | 8  | -1 | 43 |
| São Paulo   | 3 | 2 | 1 | 0 | 8  | 1  | 7  | 78 |

#### Paulistas
| Time             | J | V | E | D | GP | GC | SG | %   |
| Audax            | 1 | 1 | 0 | 0 | 3  | 1  | 2  | 100 |
| Botafogo         | 1 | 1 | 0 | 0 | 1  | 0  | 1  | 100 |
| Bragantino       | 1 | 1 | 0 | 0 | 1  | 0  | 1  | 100 |
| Capivariano      | 1 | 1 | 0 | 0 | 2  | 0  | 2  | 100 |
| Ituano           | 1 | 0 | 1 | 0 | 2  | 2  | 0  | 33  |
| Mogi Mirim       | 1 | 1 | 0 | 0 | 3  | 1  | 2  | 100 |
| Penapolense      | 1 | 1 | 0 | 0 | 2  | 0  | 2  | 100 |
| Ponte Preta      | 3 | 1 | 0 | 2 | 2  | 2  | 0  | 33  |
| Red Bull Brasil  | 1 | 0 | 0 | 1 | 0  | 1  | -2 | 0   |
| Rio Claro        | 1 | 1 | 0 | 0 | 3  | 0  | 3  | 100 |
| São Bento        | 1 | 1 | 0 | 0 | 1  | 0  | 1  | 100 |
| São Bernardo     | 1 | 1 | 0 | 0 | 1  | 0  | 1  | 100 |
| XV de Piracicaba | 1 | 1 | 0 | 0 | 1  | 0  | 1  | 100 |

#### Alagoano
| Time | J | V | E | D | GP | GC | SG | %  |
| ASA  | 2 | 1 | 1 | 0 | 1  | 0  | 1  | 67 |

#### Baianos
| Time                 | J | V | E | D | GP | GC | SG | %   |
| Vitória da Conquista | 1 | 1 | 0 | 0 | 4  | 1  | 3  | 100 |

#### Cariocas
| Time       | J | V | E | D | GP | GC | SG | %   |
| Flamengo   | 2 | 2 | 0 | 0 | 6  | 3  | 3  | 100 |
| Fluminense | 4 | 3 | 0 | 1 | 9  | 5  | 4  | 75  |
| Vasco      | 2 | 1 | 0 | 1 | 4  | 3  | 1  | 50  |

#### Catarinenses
| Time        | J | V | E | D | GP | GC | SG | %   |
| Avaí        | 2 | 2 | 0 | 0 | 6  | 1  | 5  | 100 |
| Chapecoense | 2 | 1 | 0 | 1 | 3  | 5  | -2 | 50  |
| Figueirense | 2 | 1 | 0 | 1 | 3  | 2  | 1  | 50  |
| Joinville   | 2 | 1 | 1 | 0 | 3  | 2  | 1  | 67  |

#### Gaúchos
| Time          | J | V | E | D | GP | GC | SG | %  |
| Grêmio        | 2 | 1 | 0 | 1 | 3  | 3  | 0  | 50 |
| Internacional | 4 | 1 | 2 | 1 | 5  | 5  | 0  | 42 |

#### Goianos
| Time  | J | V | E | D | GP | GC | SG | % |
| Goiás | 2 | 0 | 0 | 2 | 0  | 2  | -2 | 0 |

#### Maranhenses
| Time           | J | V | E | D | GP | GC | SG | %  |
| Sampaio Corrêa | 2 | 1 | 1 | 0 | 6  | 2  | 4  | 67 |

#### Mineiros
| Time             | J | V | E | D | GP | GC | SG | %  |
| Atlético Mineiro | 2 | 0 | 1 | 1 | 3  | 4  | -1 | 17 |
| Cruzeiro         | 4 | 2 | 1 | 1 | 7  | 6  | 1  | 58 |

#### Paranaense
| Time        | J | V | E | D | GP | GC | SG | %  |
| Atlético-PR | 2 | 0 | 1 | 1 | 3  | 4  | -1 | 17 |
| Coritiba    | 2 | 0 | 0 | 2 | 1  | 4  | -3 | 0  |

#### Pernanbucanos
| Time  | J | V | E | D | GP | GC | SG | %  |
| Sport | 2 | 0 | 1 | 1 | 2  | 4  | -2 | 17 |

## Referencias
1. ↑  «Grupos Paulistão». 3 de novembro de 2014(português)
2. ↑  «Tabela Paulistão». 1 de dezembro de 2014(português)
3. ↑  «Participantes Brasileirão». 7 de dezembro de 2014(português)
4. ↑  «Sorteio Copa do Brasil». 16 de dezembro de 2014(português)
5. ↑  «Sorteio das oitavas da Copa do Brasil». 5 de agosto de 2015(português)

## Ligações Externas
- Official site (português)

| - v - d - e Temporadas da Sociedade Esportiva Palmeiras | - v - d - e Temporadas da Sociedade Esportiva Palmeiras |
| --- | ------------------------------------------------------- |
| - 1914 - 1915 - 1916 - 1917 - 1918 - 1919 - 1920 - 1921 - 1922 - 1923 - 1924 - 1925 - 1926 - 1927 - 1928 - 1929 - 1930 - 1931 - 1932 - 1933 - 1934 - 1935 - 1936 - 1937 - 1938 - 1939 - 1940 - 1941 - 1942 - 1943 - 1944 - 1945 - 1946 - 1947 - 1948 - 1949 - 1950 - 1951 - 1952 - 1953 - 1954 - 1955 - 1956 - 1957 - 1958 - 1959 - 1960 - 1961 - 1962 - 1963 - 1964 - 1965 - 1966 - 1967 - 1968 - 1969 - 1970 - 1971 - 1972 - 1973 - 1974 - 1975 - 1976 - 1977 - 1978 - 1979 - 1980 - 1981 - 1982 - 1983 - 1984 - 1985 - 1986 - 1987 - 1988 - 1989 - 1990 - 1991 - 1992 - 1993 - 1994 - 1995 - 1996 - 1997 - 1998 - 1999 - 2000 - 2001 - 2002 - 2003 - 2004 - 2005 - 2006 - 2007 - 2008 - 2009 - 2010 - 2011 - 2012 - 2013 - 2014 - 2015 - 2016 - 2017 - 2018 - 2019 - 2020 - 2021 - 2022 - 2023 |                                                         |